# Sogdiska
Sogdiska var ett iranskt språk som talades i Sogdiana med Marakanda (Samarkand) och området kring floden Zeravsjan som centrum. Sogderna var aktiva som handelsmän längs Sidenvägen och sogdiska utvecklades till det ledande handelsspråket i hela Centralasien. Tack vare sin stora kommersiella betydelse överlevde sogdiskan, trots den arabiska erövringen av området på 700-talet, till 900-talet i Sogdiana och Östturkestan (Xinjiang). Sogdiskan är ett av de mer betydande östiranska språken med ett rikt böjningssystem och en konservativ grammatik. Trots sitt stora utbredningsområde finns få tecken på dialektala skillnader.
Sogdiskan har en rik litteratur, och texter med missionsinnehåll för buddhism och manikeism finns bevarade. Sogdiskan skrevs i två varianter som båda var baserade på det arameiska alfabetet. Den sogdiska skriften är den omedelbara föregångaren till den uiguriska skriften ur vilken sedan den mongoliska skriften utvecklades. Det idag utdöende språket yaghnobi anses vara en modern variant av sogdiska.